# Otto Lipfert
Hermann Franz Otto Lipfert (* 3. Dezember 1864 in Pößneck, Herzogtum Sachsen-Meiningen; † 3. Juni 1942 in Perth, Western Australia), häufig Otto Lipfert, war ein australischer Naturforscher und Taxidermist deutscher Herkunft.

## Leben
Lipfert war der Sohn von Gotthold Lebrecht Bernhard Lipfert und seiner Frau Agnes Minna Mueller. Er wanderte Ende 1892 nach Western Australia aus und wurde am 25. Februar 1894 Mitarbeiter am Western Australian Museum in Perth. In den ersten Jahren seiner Tätigkeit für das Museum verbrachte Lipfert viel Zeit mit dem Sammeln von Vögeln. Seine erste Exkursion führte ihn auf den Houtman-Abrolhos-Archipel und dauerte von Oktober bis Dezember 1894. Seine nächste Reise war von August bis September 1895 im Kojonup-Distrikt, wo er den Naturforscher John Thomas Tunney kennenlernte. Dieser wurde als Sammler für das Museum eingestellt und nahm an Lipferts Expeditionen in die Region South West und in den Midland District teil, wo er in der Präparation von Vogelbälgen im Feld unterwiesen wurde. Ein zweiter Besuch erfolgte im September 1897 auf dem Houtman-Abrolhos-Archipel in Zusammenarbeit mit Richard Helms, der damals Biologe im staatlichen Landwirtschaftsministerium war, und ein dritter Besuch im Oktober 1898, diesmal mit Henry Murray Giles, der viele Jahre lang Leiter des Zoologischen Gartens in South Perth war und sich auf Entomologie spezialisiert hatte. 1902 heiratete er Anna Maria Franziska Struck. Aus dieser Ehe gingen drei Töchter und ein Sohn hervor. Im August und September 1910 unternahm Lipfert eine Sammelreise nach Bernier Island und Dorre Island, über die er 1912 in Band 1 der Records of the Western Australian Museum and Art Gallery einen Bericht mit einer Liste der erfassten Vögel und einigen bemerkenswerten Fotos von Nestern des Weißbauch-Seeadlers, des Fischadlers und des Keilschwanzadlers veröffentlichte. Im Anschluss an diese Reise besuchte er den Margaret River zwischen Cape Naturaliste und Kap Leeuwin. Im Oktober und November 1920 erfolgte eine weitere Reise in die Stirling Range. Im September 1923 sammelte er in der Shark Bay und im Februar 1924 am Lake Yanchep.
Von April 1930 bis August 1931 unternahm Lipfert seine längste Expedition, als er eine Gruppe begleitete, die von Alfred Canning engagiert wurde, um die Brunnen entlang der Canning Stock Route von Wiluna nach Halls Creek zu erneuern. Die Kosten für die Entsendung eines naturkundlichen Sammlers auf diese Expedition wurden zu gleichen Teilen zwischen dem Western Australian Museum und dem South Australian Museum aufgeteilt, sodass jedes Museum von etwa hundert Vogelbälgen aus einer ornithologisch wenig bekannten Region profitierte. Im Januar 1932 sammelte Lipfert im Distrikt Mogumber. Lipfert sammelte auch in der näheren Umgebung von Perth und veröffentlichte seine Ergebnisse 1937 im Artikel Notes on the Birds of Crawley, Perth, in the Early Nineties in der Zeitschrift Emu.
Lipfert leitete die Präparation eines 24 Meter langen Blauwal-Skeletts im Western Australian Museum, das zu den bedeutendsten Exponaten des Museums zählt und Lipfert zu Ehren Otto genannt wird. Am 25. Februar 1940 ging er in den Ruhestand.

## Dedikationsnamen
1942 beschrieb Gregory Mathews die Unterart Meliphaga virescens lipferti des Pfeifhonigfressers, die heute als Synonym der Unterart Gavicalis virescens forresti angesehen wird.